# Bundesamt für Bevölkerungsschutz und Katastrophenhilfe
Das Bundesamt für Bevölkerungsschutz und Katastrophenhilfe (BBK) ist eine Bundesoberbehörde im Geschäftsbereich des Bundesministeriums des Innern (BMI) und das zentrale Organisationselement für die zivile Sicherheit. Es wurde am 1. Mai 2004 errichtet und hat seinen Dienstsitz seit Juli 2006 in Bonn-Lengsdorf (davor im Stadtbezirk Bad Godesberg).
Präsident ist seit dem 15. Juni 2022 Ralph Tiesler, Vizepräsident ist seit dem 16. Oktober 2023 René Funk.

## Aufgaben
Das Gesetz über die Errichtung des Bundesamtes für Bevölkerungsschutz und Katastrophenhilfe (BBKG) definiert die Aufgaben des BBK:
Nach § 1 Abs. 2 Zivilschutz- und Katastrophenhilfegesetz (ZSKG) gehören zum Zivilschutz folgende Aufgaben:
- Selbstschutz
- Warnung der Bevölkerung
- Schutzbau
- Aufenthaltsregelung
- Katastrophenschutz nach Maßgabe des § 11 ZSG,
- Maßnahmen zum Schutz der Gesundheit
- Maßnahmen zum Schutz von Kulturgut (hierzu betreibt das BBK im Barbarastollen bei Oberried einen zentralen Bergungsort)

Wie das BBK betont, besitzt der Bund im Katastrophenschutz keine unmittelbaren Zuständigkeiten. Die Unterstützung des Bundes beim Katastrophenschutz wird daher allgemein als „Katastrophenhilfe“ bezeichnet.
Die Aufgaben des BBK werden in fünf Abteilungen wahrgenommen.

## Fachabteilungen

### Abteilung I – Krisenmanagement
Für die Koordinierung der Katastrophenhilfe (Krisenmanagement) wurde in der Abteilung I das GMLZ (Gemeinsames Melde- und Lagezentrum) eingerichtet.
Auch die Warnung der Bevölkerung mit den Teilaufgaben Betrieb und Weiterentwicklung des Modularen Warnsystems (MoWaS) sowie der Warn-App NINA ist eine Aufgabe der Abteilung I. MoWaS bietet über den Rundfunk die Möglichkeit, nicht nur Gefahren anzukündigen, sondern auch Handlungsempfehlungen an die Bevölkerung weiterzugeben. Die neuen Systeme machen es möglich, in Sekundenschnelle Warnmeldungen und Gefahrendurchsagen mit höchster Priorität über Satellit an die angeschlossenen Medien weiterzugeben. Neben allen öffentlich-rechtlichen Rundfunkanstalten wurden und werden weitere private Rundfunkbetreiber, Internetportalbetreiber und große Presseagenturen in dieses System einbezogen.
Ebenfalls im BBK angesiedelt ist die Koordinierungsstelle zur Nachsorge, Opfer- und Angehörigenhilfe (NOAH) der Bundesregierung. Außerdem ist das Referat Ressort- und länderübergreifende Krisenmanagementübungen, LÜKEX, zur Durchführung der gleichnamigen regelmäßigen länderübergreifenden Krisenmanagementübungen Bestandteil der Abteilung I.

### Abteilung II – Risikomanagement, Internationale Angelegenheiten
Die Abteilung erfüllt neben der Bearbeitung von Grundsatzangelegenheiten und Rechtsfragen des Bevölkerungsschutzes folgende Aufgaben im Rahmen der Notfallvorsorge und des Risikomanagements:
- Weiterentwicklung der nichtpolizeilichen, nichtmilitärischen Gefahrenabwehr zu einer jederzeit bedrohungsgerechten Gesamtkonzeption,
- Erarbeitung und Aktualisierung makroskopischer Risikoanalysen einschließlich der methodischen Beratung zur Durchführung auf anderen Verwaltungsebenen,
- Überprüfung und Fortentwicklung der Notfallplanung in enger Zusammenarbeit mit Bundes- und Länderbehörden,
- Entwicklung von Konzepten zur dauerhaften Sicherung und Förderung des Ehrenamtes,
- Entwicklung von Kooperationsmodellen zwischen Bund, Feuerwehren, Hilfsorganisationen und weiteren Akteuren der Sicherheitsarchitektur in Deutschland,
- Zivil-Militärische Zusammenarbeit (ZMZ/CIMIC),
- Förderung und weiterer Ausbau der fachlichen Netzwerke im Bevölkerungsschutz,
- Information der Bevölkerung sowie Stärkung der Selbstschutz- und Selbsthilfefähigkeiten der Bevölkerung.

Darüber hinaus befasst sich die Abteilung II mit dem physischen Schutz Kritischer Infrastrukturen (KRITIS). Unter Kritischen Infrastrukturen im Sinne des Bevölkerungsschutzes sind primär die Energieversorgung, das Verkehrswesen, die Trinkwasser- und Nahrungsmittelversorgung einschließlich der Entsorgung, das Gesundheitswesen, die Behörden und Organisationen mit Sicherheitsaufgaben bzw. Regierung und öffentliche Verwaltung sowie Kommunikationsinfrastrukturen zu verstehen. Somit ergeben sich für die Abteilung II folgende Tätigkeitsfelder:
- Sicherstellung einer engen fachlichen Vernetzung aller am Schutz Kritischer Infrastrukturen beteiligten öffentlichen und privaten Stellen,
- Erarbeitung von kurz-, mittel- und langfristigen Risikoanalysen für Kritische Infrastrukturen,
- Erarbeitung von Notfall- und Gefahrenabwehrplänen für Kritische Infrastrukturen, einschließlich von Empfehlungen für ein integriertes Risiko- und Krisenmanagement (Zusammenspiel von öffentlicher/externer und privater/interner nichtpolizeilicher Gefahrenabwehr),
- Beratung staatlicher, sonstiger öffentlicher und privater Stellen hinsichtlich der Vorsorge- und Abwehrplanung zum Schutz Kritischer Infrastrukturen,
- Erarbeitung von Empfehlungen für den baulich-technischen Schutz von Infrastruktureinrichtungen.

Das BBK wirkt über die Abteilung II auch im Nationalen Cyber-Abwehrzentrum (NCAZ) mit, das beim Bundesamt für Sicherheit in der Informationstechnik (BSI) angesiedelt ist.
Dritter zentraler Aufgabenbereich der Abteilung ist die behördeninterne Koordinierung der internationalen Aktivitäten des BBK sowie die Unterstützung des BMI bei der Umsetzung und Fortentwicklung des Katastrophenschutzverfahrens der Europäischen Union. Seit dem Jahr 2008 führt das BBK durch andere Ressorts finanzierte Unterstützungsprojekte für Zivil- und Katastrophenschutzbehörden in anderen Ländern durch, so z. B. in der Volksrepublik China, in Tunesien, in Jordanien, in der Ukraine u. a. Hierbei kooperiert das BBK u. a. mit der Deutschen Gesellschaft für Internationale Zusammenarbeit (GIZ), dem THW, Feuerwehren u. a. Institutionen.
Seit 2017 ist beim BBK in der Abteilung II auch die Nationale Kontaktstelle für die Umsetzung des Sendai-Rahmenwerkes für Katastrophenvorsorge in Deutschland eingerichtet. Das Sendai-Rahmenwerk ist ein Arbeitsprogramm der Vereinten Nationen im Zuge der UN-Strategie zur Reduzierung des Katastrophenrisikos (UN-ISDR). Im Juli 2022 wurde die Deutsche Strategie zur Stärkung der Resilienz gegenüber Katastrophen durch das Bundeskabinett beschlossen. Diese enthält sektorenübergreifende Maßnahmen zur Prävention, Vorbereitung, Bewältigung und Nachsorge von Krisen. Die Strategie richtet ihren Blick auf alle zukünftigen Gefahren sowie ihre Ursachen und Folgen. Die Resilienzstrategie wurde gemeinsam mit allen Ressorts der Bundesregierung unter Begleitung der Interministeriellen Arbeitsgruppe zur Umsetzung des Sendai Rahmenwerks (IMAG Sendai) zusammen mit der Nationalen Kontaktstelle für das Sendai Rahmenwerk (NKS) und unter Federführung des Bundesministeriums des Innern und für Heimat (BMI) erstellt.

#### Durchgeführte Risikoanalysen
Die Risikoanalyse ist im Zivilschutz- und Katastrophenhilfegesetz, § 18 gesetzlich verankert: „Der Bund erstellt im Zusammenwirken mit den Ländern eine bundesweite Risikoanalyse für den Zivilschutz. Das Bundesministerium des Innern unterrichtet den Deutschen Bundestag über die Ergebnisse der Risikoanalyse nach Satz 1 ab 2010 jährlich.“
Seit 2012 wurden die folgende Risikoanalysen durchgeführt:
- Extremes Schmelzhochwasser aus den Mittelgebirgen (2012)[9]
- Pandemie durch Virus Modi-SARS (2012)[9]
- Wintersturm (2013)[10]
- Sturmflut (2014)[11]
- Freisetzung radioaktiver Stoffe aus einem Kernkraftwerk (2015)[12]
- Freisetzung chemischer Stoffe (2016)[13].
- Dürre (2018)[14]

### Abteilung III – Forschung und Technik, Gesundheitlicher Bevölkerungsschutz

#### Aufgaben/Übersicht
Aufgaben der Abteilung III sind u. a.:
- Ermittlung des Forschungsbedarfs und Erarbeitung von Rahmenplänen,
- ABC-Schutz / -Vorsorge auf wissenschaftlich-technischem und medizinischem Gebiet,
- Konzipierung und Beschaffung der ergänzenden zivilschutzbezogenen Ausstattung für die Bundesländer („Task-Force-Modell“)[15],
- wissenschaftliche und technische Beratung.

### Abteilung IV – Bundesakademie für Bevölkerungsschutz und Zivile Verteidigung
Zum BBK gehört die Bundesakademie für Bevölkerungsschutz und Zivile Verteidigung (BABZ) in Bad Neuenahr-Ahrweiler. Diese Institution ist die zentrale Aus- und Fortbildungseinrichtung im Bundesamt für Bevölkerungsschutz und Katastrophenhilfe.
Aufgaben der BABZ sind:
- Aus- und Fortbildung des mit Fragen der Zivilen Sicherheitsvorsorge befassten Personals und der Führungs- und Lehrkräfte des Katastrophenschutzes,
- Durchführung und Auswertung von Übungen, wie beispielsweise die länderübergreifende Krisenmanagementübung LÜKEX,
- Auswertung von Großschadenslagen im In- und Ausland,
- Auswertung nationaler und internationaler Analysen, Publikationen und Dokumentationen,
- wissenschaftliche Betreuung von Forschungsvorhaben sowie deren Auswertung und Umsetzung,
- Durchführung von Studien und Untersuchungen,
- Durchführung von Seminaren, Übungen und sonstigen Veranstaltungen zur Zivil-Militärischen Zusammenarbeit sowie
- Mitwirkung an den konzeptionellen Arbeiten der fachlich zuständigen obersten Bundesbehörden, Mitarbeit in Bund-Länder-Ausschüssen und in EU-Gremien.

### Abteilung Z – Zentrale Dienste

#### Aufgaben/Übersicht
Aufgaben der Abteilung Z sind u. a.:
- Personal
- Haushalt und Recht
- Organisation
- Technische Dienste

#### Fachinformationsstelle
Die Fachinformationsstelle (FIS) bietet allen haupt- und ehrenamtlichen Mitarbeitern im integrierten Hilfeleistungssystem die Ausleihe von Fachliteratur an. Sie sammelt, erschließt und vermittelt Fachpublikationen zu allen Themen der Zivilen Verteidigung und des Bevölkerungsschutzes.
Sie unterstützt den Bevölkerungsschutz bei Bund, Ländern, Gemeinden und Hilfsorganisationen mit moderner Informationsvermittlung und bietet ihren Kunden durch die Aufbereitung und Strukturierung von Wissen einen Mehrwert für die tägliche Arbeit. Als Vermittler von Daten, Fakten und Informationen zu Fragen des Bevölkerungsschutzes erschöpft sich der Service der FIS nicht nur in der Ausleihe von Büchern. Im Internet kann jeder Interessent in der Literaturdatenbank recherchieren. Die FIS verfügt insgesamt über einen Bestand von rund 63.000 deutsch- und englischsprachigen Medien (Bücher, Aufsätze, Videofilme, DVD und CD-ROM). Die FIS besteht aus Bibliothek und Dokumentation.
Das BBK gibt vierteljährlich die Zeitschrift Bevölkerungsschutz heraus.

## Geschichte

### Vorgeschichte
- 1952 wurde die Unterabteilung Ziviler Luftschutz im Bundesministerium des Innern eingerichtet.
- 1955 wurde die Unterabteilung in die Bundesanstalt für zivilen Luftschutz überführt.
- 1957 wurde diese Anstalt der Bundesdienststelle für zivilen Bevölkerungsschutz unterstellt.
- 1958 wurde aus dieser Dienststelle das Bundesamt für zivilen Bevölkerungsschutz.
- 1974 wurde es in Bundesamt für Zivilschutz (BZS) umbenannt.
- 2001 wurden die Aufgaben des BZS durch das Haushaltssanierungsgesetz von 1999 dem Bundesverwaltungsamt (BVA) übertragen. Das BZS wurde in das BVA übergeleitet und hat dort die Aufgaben des Zivil- und Katastrophenschutzes als Zentralstelle für Zivilschutz wahrgenommen.

### Seit Errichtung
Am 1. Mai 2004 wurde das Bundesamt für Bevölkerungsschutz und Katastrophenhilfe errichtet. Hintergrund waren zum einen die Terroranschläge am 11. September 2001 und zum anderen die organisatorischen Differenzen zwischen Bund und Ländern bei der Bekämpfung des Elbhochwassers 2002.
In den Jahren 2006/07 zeichnet das Bundesamt für Bevölkerungsschutz und Katastrophenhilfe hauptverantwortlich für die Einführung der Medizinischen Task Forces im Rahmen der „Neuen Konzeption im Bevölkerungsschutz“. In dieser neuen Konzeption wurde, abgestimmt mit den Bundesländern, ein neues, auf Spezialgefahren wie ABC-Schutz und MANV ausgerichtetes Ausstattungskonzept, erarbeitet. Dieses stellt der Bund den Ländern im Rahmen der ergänzenden, zivilschutzbezogenen Ausstattung zur Verfügung. Der erste Amtspräsident Christoph Unger begann dort im November 2004 kurz nach seinem Amtsantritt, die bereits 2002 beschlossenen Länder- und Ressortübergreifende Krisenmanagementübungen LÜKEX abzuhalten, in denen z. B. Virus-Pandemien, Cyberangriffe oder eine Gasmangellage durchgespielt wurden.
Seit dem Jahr 2006 ist das Bundesamt für Bevölkerungsschutz und Katastrophenhilfe als Kooperationspartner an dem weiterbildenden Masterstudiengang Katastrophenvorsorge – Katastrophenmanagement (KaVoMa) beteiligt. Dieser Studiengang wird von der Rheinischen Friedrich-Wilhelms-Universität Bonn angeboten. Ziel ist ein ganzheitlich ausgerichteter, akademischer Qualifizierungsbeitrag auf dem Gebiet der Katastrophenvorsorge und des Katastrophenmanagements.
Am 8. Juni 2015 wurde die vom BBK entwickelte Warn-App NINA (Notfall-Informations- und Nachrichten-App) für Smartphones der Bevölkerung zur Verfügung gestellt. Gleichzeitig wurde die Website warnung.bund.de freigeschaltet, die ebenfalls über alle aktuellen Warnmeldungen aus dem MoWaS-System informiert.
Angesichts der COVID-19-Pandemie kritisierte BBK-Präsident Unger im April 2020, dass die Politik durch eine unter Beteiligung des BBK bereits 2012 erstellten Risikoanalyse zu einer SARS-Pandemie nicht ausreichend für die drohende Gefahr sensibilisiert worden sei. Unger mahnte wenig später auch, dass die deutsche Bevölkerung auf größere Katastrophen schlecht vorbereitet sei und insbesondere im Hinblick auf den Klimawandel vermehrt mit Starkregenereignissen zu rechnen wäre. Ein von ihm initiierter bundesweiter Probealarm am 10. September 2020 (Warntag) zeigte erhebliche technische Probleme bei der Warnung der Bevölkerung auf. Diese beruhten insbesondere auf einer „nicht vorgesehene[n] zeitgleiche[n] Auslösung einer Vielzahl von Warnmeldungen“ durch Landes- und Kommunalbehörden, die sich damit gegenseitig blockierten und so das Versagen des bundesweiten Warnsystems herbeiführten. Bundesinnenminister Horst Seehofer (CSU) lastete den Fehlschlag jedoch dem SPD-Mitglied Unger an und löste ihn als Behördenleiter durch den bisherigen CDU-Bundestagsabgeordnete Armin Schuster ab. Die Personalentscheidung wurde sowohl von den oppositionellen Grünen als auch vom Koalitionspartner SPD als „planlos“ bzw. „Bauernopfer“  kritisiert.
Schuster schied im April 2022 aus dem Amt, da er Innenminister in Sachsen wurde. Seit dem 15. Juni 2022 ist Ralph Tiesler Präsident des Bundesamtes.

## Kritik
Nach dem Hochwasser in West- und Mitteleuropa 2021 mit über 150 Toten in Deutschland wurde das BBK kritisiert, die Bevölkerung in den betroffenen Gebieten zu spät gewarnt zu haben. Das BBK ist jedoch nur im Spannungs- und Verteidigungsfall gesetzlich befugt, eigenständig zu warnen. Die Warnung der Bevölkerung im Katastrophenfall hingegen fällt in die Zuständigkeit der jeweiligen Landesregierung und ihren nachgeordneten Behörden des jeweils betroffenen Bundeslandes. Die Wahrnehmung dieser Aufgabe liegt in der Regel bei den Innenressorts der Landesregierungen und deren Lagezentren. Neben den oberen Katastrophenschutzbehörden fallen Teile der Warnung, zum Beispiel im Brandschutz, den unteren Katastrophenschutzbehörden im Kommunalbereich zu. Der damalige BBK-Präsident Schuster ordnete die Lage ein und gab bekannt, dass die satellitengestützte Warninfrastruktur funktioniert habe und über 150 Warnmeldungen über MoWaS verschickt wurden.
 Gesetzesquelle Zivilschutz- und Katastrophenhilfegesetz